# Старый Двор (Барановичский район)
Старый Двор (бел. Стары Двор) — деревня в Барановичском районе Брестской области Белоруссии. Входит в состав Крошинского сельсовета. Население — 90 человек (2019).

## География
К западу от деревни протекает река Щара.

## История
В 1897 году фольварк в Столовичской волости Новогрудского уезда Минской губернии. С 1921 года в Барановичском повете Новогрудского воеводства Польши.
С 1939 года в составе БССР. С 15 января 1940 года в Городищенском районе Барановичской, с 8 января 1954 года Брестской областей, с 25 декабря 1962 года в Барановичском районе.
С конца июня 1941 года до июля 1944 года оккупирована немецко-фашистскими захватчиками.

## Население
| Численность населения (по переписи) | Численность населения (по переписи) | Численность населения (по переписи) | Численность населения (по переписи) | Численность населения (по переписи) | Численность населения (по переписи) | Численность населения (по переписи) |
| 1897                                | 1939                                | 1959                                | 1970                                | 1999                                | 2009                                | 2019                                |
| ----------------------------------- | ----------------------------------- | ----------------------------------- | ----------------------------------- | ----------------------------------- | ----------------------------------- | ----------------------------------- |
| 41                                  | ↗198                                | ↗201                                | ↗222                                | ↘175                                | ↘141                                | ↘90                                 |